# Sorrento (Luizjana)
Sorrento – miasto w Stanach Zjednoczonych, w stanie Luizjana, w parafii Ascension.